# Kobyla Łąka (wieś w województwie mazowieckim)
Kobyla Łąka – wieś w Polsce, położona w województwie mazowieckim, w powiecie żuromińskim, w gminie Bieżuń. Ma status sołectwa.
Wierni Kościoła rzymskokatolickiego należą do parafii św. Stanisława Biskupa Męczennika w Bieżuniu.
W latach 1975–1998 miejscowość administracyjnie należała do województwa ciechanowskiego.